# كرة القدم لذوي الشلل الدماغي
كرة القدم لذوي الشلل الدماغي، المعروفة أيضًا بكرة القدم 7 ضد 7 أو سابقًا كرة القدم البارالمبية، هي نسخة معدلة من كرة القدم للرياضيين المصابين بالشلل الدماغي واضطرابات عصبية أخرى، بما في ذلك السكتة الدماغية وإصابات الدماغ الرضحية. من عام 1978 حتى عام 2014، كانت كرة القدم لذوي الشلل الدماغي تحت إدارة جمعية الرياضة والترفيه الدولية لذوي الشلل الدماغي (CPISRA). في يناير 2015، تم تسليم إدارة هذه الرياضة إلى الاتحاد الدولي لكرة القدم للمصابين بالشلل الدماغي، تحت مظلة كرة القدم البارالمبية.
تُلعب هذه الرياضة وفقًا لقواعد الفيفا المعدلة. ومن بين التعديلات تقليص مساحة الملعب، وتقليل عدد اللاعبين، وإلغاء قاعدة التسلل، والسماح برميات التماس بيد واحدة. تتكون المباريات من شوطين مدة كل منهما ثلاثون دقيقة، مع استراحة لمدة خمسة عشر دقيقة بين الشوطين. يجب على الفرق إشراك لاعب واحد على الأقل من الفئة C5 أو C6 في جميع الأوقات. ولا يُسمح بمشاركة أكثر من لاعب واحد من الفئة C8 في نفس الوقت.
بدأت المنافسات الدولية في كرة القدم 7 ضد 7 في ألعاب CP-ISRA الدولية عام 1978 في إدنبرة، اسكتلندا. أُضيفت الرياضة إلى الألعاب البارالمبية الصيفية في دورة الألعاب البارالمبية الصيفية لعام 1984 في مدينة نيويورك بالولايات المتحدة، ولُعبت في كل الألعاب الصيفية حتى عام 2016.

## الحوكمة
من عام 1978 وحتى عام 2014، كانت كرة القدم لذوي الشلل الدماغي تحت إدارة جمعية الرياضة والترفيه الدولية لذوي الشلل الدماغي (CPISRA). في يناير 2015، تولى الاتحاد الدولي لكرة القدم للمصابين بالشلل الدماغي إدارة هذه الرياضة.
تتولى منظمات مختلفة إدارة الرياضة على المستوى الوطني. في أستراليا، يشرف على هذه الرياضة الاتحاد الأسترالي لكرة القدم، كما أن هذه الرياضة لها هيئات حاكمة تابعة للدولة في البلاد. بالنسبة لولاية نيو ساوث ويلز، فتديرها جمعية الشلل الدماغي الرياضية والترفيهية في نيو ساوث ويلز. وفي جنوب أستراليا يشرف على هذه الرياضة اتحاد كرة القدم لجنوب أستراليا. وفي فيكتوريا، تتولى إدارتها وزارة الرياضة والترفيه لذوي الاحتياجات الخاصة. في غرب أستراليا، يشرف على هذه الرياضة اتحاد كرة القدم الغربي. في إقليم العاصمة الأسترالية، تشرف عليها عاصمة كرة القدم. في تسمانيا، تدار هذه الرياضة بواسطة هيئة الرياضة والترفيه للأشخاص ذوي الاحتياجات الخاصة.

## تعديلات القواعد
تتبع كرة القدم لذوي الشلل الدماغي، العديد من قواعد كرة القدم العادية مع بعض التعديلات. تتضمن هذه القواعد عدم وجود قاعدة التسلل، والسماح للاعبين برمي الكرة باستخدام يد واحدة فقط. كما يمكن تنفيذ رميات التماس باستخدام تقنية الرمي من الأسفل.
تتميز اللعبة أيضًا بمدة أقصر، حيث تتكون من شوطين مدة كل منهما 30 دقيقة مع استراحة بين الشوطين مدتها 15 دقيقة. كما تشمل فقط 7 لاعبين في الملعب لكل فريق أثناء اللعب. كما أن المرمى والملعب أصغر من ملعب كرة القدم العادية. حيث يبلغ حجم الملعب 75 مترًا على 55 مترًا.
في منافسات البطولة، يُضاف وقت إضافي للمباريات النهائية التي تنتهي بالتعادل بعد الوقت الأصلي. يتكون هذا الوقت الإضافي من فترتين مدة كل منهما 10 دقائق، حيث يُحتسب الفريق الذي يُسجل الهدف الأول فائزًا في المباراة. إذا استمر التعادل بعد تلك العشرين دقيقة، تُجرى ركلات ترجيح. يحاول 5 لاعبين من كل فريق تسجيل الأهداف من نقطة ركلات الجزاء، والفريق الذي يسجل أكبر عدد من الأهداف بعد 5 محاولات يفوز بالمباراة..

## تصنيف
تشارك في هذه الرياضة أربع فئات. وFT5 وFT6 وFT7 وFT8. نوع الإعاقة لكل فئة هو:
- FT5 : الرياضيون الذين يعانون من صعوبات عند المشي والجري، ولكن ليس عند الوقوف أو عند ركل الكرة.[2][6]
- FT6 : الرياضيون الذين يعانون من مشاكل في التحكم والتنسيق في أطرافهم العلوية، وخاصة عند الجري.[2][6]
- FT7 : الرياضيون المصابون بالشلل النصفي.[2][6]
- FT8 : الرياضيون ذوو الإعاقة البسيطة؛ يجب أن يستوفوا معايير الأهلية وأن يكون لديهم إعاقة واضحة تؤثر على رياضة كرة القدم.[2][3][6]

في الأصل، كان تصنيف هذه الرياضة مفتوحًا فقط للأشخاص المصابين بالشلل الدماغي، ولكن نظام التصنيف تغير فيما بعد. لقد فتح هذا المجال لممارسة هذه الرياضة أمام الأشخاص الذين يعانون من إصابات في الدماغ واضطرابات أخرى في وظائف الحركة مع مشاركة وظيفية مماثلة لتلك التي يتمتع بها الأشخاص المصابون بالشلل الدماغي.
يجب على الفرق إشراك لاعب واحد على الأقل من الفئة C5 أو C6 في جميع الأوقات. لا يُسمح لأكثر من لاعب واحد من الفئة C8 باللعب في نفس الوقت.

## الانتشار
الدول التالية لديها منتخب وطني لكرة القدم:
أفريقيا
غانا، نيجيريا، جنوب أفريقيا، تونس، مصر
أمريكا
الأرجنتين، البرازيل، تشيلي، كندا، كولومبيا، المكسيك، الولايات المتحدة الأمريكية، فنزويلا
آسيا
أستراليا، الصين، الهند، إيران، اليابان، الأردن، كوريا، ماكاو، إندونيسيا، ماليزيا، ميانمار، سنغافورة، تايلاند والإمارات العربية المتحدة
أوروبا
بلجيكا، الدنمارك، ألمانيا، إنجلترا، فنلندا، فرنسا، أيرلندا، إيطاليا، هولندا، النرويج، أيرلندا الشمالية، البرتغال، النمسا، روسيا، اسكتلندا، إسبانيا، تركيا، أوكرانيا وويلز

## أهم المسابقات العالمية
تتمتع هذه الرياضة بالعديد من المسابقات الكبرى. وتشمل هذه البطولات بطولة العالم لكرة القدم IFCPF CP ، وبطولة العالم CPISRA لكرة القدم 7 ضد 7 سابقًا. أقيمت أول بطولة عالمية لـ CPISRA في الدنمارك عام 1982، بعد أربع سنوات من أول مسابقة دولية لهذه الرياضة التي أقيمت في اسكتلندا في الألعاب الدولية لذوي الشلل الدماغي .
كما تُلعب كرة القدم 7 ضد 7 في الألعاب البارالمبية، حيث ظهرت لأول مرة في الألعاب البارالمبية الصيفية لعام 1984. ثم سقطت من برنامج الألعاب البارالمبية في دورة الألعاب البارالمبية الصيفية لعام 2020.
قائمة المسابقات العالمية الكبرى
- كأس العالم IFCPF
- كرة القدم 7 ضد 7 في الألعاب البارالمبية الصيفية
- كرة القدم في ألعاب ذوي الشلل الدماغي

## البطولات القارية
- أفريقيا: حتى الآن لم تقام أي بطولة دولية في أفريقيا بسبب قلة عدد المنتخبات.

- أوقيانوسيا: حتى الآن، لم تُقم بطولات دولية في أوقيانوسيا لكرة القدم لذوي الشلل الدماغي نظرًا لقلة عدد الفرق. هناك فقط عضوان في الاتحاد الدولي لكرة القدم لذوي الشلل الدماغي (IFCPF) في أوقيانوسيا: أستراليا ونيوزيلندا. شاركت أستراليا في بطولة أوروبا 2010 باستثناء المنافسات.

قائمة البطولات القارية
- بطولة أوروبا IFCPF
- بطولة IFCPF للأمريكيتين
- بطولة آسيا وأوقيانوسيا للاتحاد الدولي لكرة القدم لذوي الشلل الدماغي
- كرة القدم 7 ضد 7 في الألعاب البارالمبية الآسيوية

## وصلات خارجية
- الصفحة الرئيسية للاتحاد الدولي لكرة القدم للمصابين بالشلل الدماغي